# Weiße Bohrmuschel
Die Weiße Bohrmuschel  (Barnea candida) ist eine im Weichsubstrat bohrende Muschel aus der Ordnung der Myida.

## Merkmale
Das Gehäuse ist länglich-oval im Umriss und bis etwa 6 cm lang. Der Wirbel sitzt in der vorderen Gehäusehälfte. Vor und über dem Wirbel ist der Gehäuserand nach außen umgeschlagen. Die Außenseite ist konzentrisch mit scharfen Rippen ornamentiert. Die radialen Rippen sind meist etwas schwächer als die konzentrischen Rippen ausgebildet. Die Ornamentierung ist besonders am vorderen Gehäuserand ausgeprägt, mit dem im Sediment gebohrt wird. An den Kreuzungspunkten sind die Rippen stachel- oder zahnartig ausgezogen. In der Literatur wird dafür auch der Begriff „Raspelzähne“ verwendet, der jedoch nicht mit den gleichnamigen Bildungen an der Raspelzunge (Radula) der übrigen Weichtiere verwechselt werden darf. Unterhalb des Wirbels in das Gehäuse ragend befindet sich auf beiden Klappen ein dünnes löffelartiges Gebilde für den Ansatz der Fußmuskeln. Schloss und Ligament fehlen; daher findet man die Klappen abgestorbener Tiere fast immer einzeln, nie im Zusammenhang mit der anderen Klappe. Der vordere Schließmuskel auf dem Schalenumschlag am Vorderende des Gehäuses ist lang und dünn. Die Mantellinie ist sehr tief eingebuchtet.

Rechte Klappe
Linke Klappe

## Vorkommen und Lebensweise
Die Weiße Bohrmuschel bohrt mechanisch Löcher in verfestigtes Sediment und weichere Gesteine, auch in Torf, seltener in Holz. Sie lebt komplett in diesen selbst gegrabenen, bis 15 cm tiefen Löchern; lediglich die Siphonen ragen aus den Löchern heraus. Sie trägt damit, neben anderen Bohrmuscheln, signifikant zur Abtragung von unter Wasser anstehenden weicheren Sedimentgesteinen bei. Sie ist seit Beginn des 20. Jahrhunderts durch die Amerikanische Bohrmuschel (Petricola pholadiformis) zum Teil aus diesen Lebensräumen verdrängt worden. Lokal ist sie jedoch noch sehr häufig. Sie lebt in kleinen Kolonien in einer Dichte bis zu 800 Individuen pro Quadratmeter. Die Fortpflanzung findet ungewöhnlicherweise im September statt, wenn die Wassertemperaturen wieder fallen. Die Eier und Spermien werden ins freie Wasser abgegeben; die Befruchtung ist extern.

## Verbreitung
Das Verbreitungsgebiet der Weißen Bohrmuschel erstreckt sich von Norwegen bis nach Westafrika. Sie kommt in der Ostsee bis Rügen vor, auch im Mittelmeer und im Schwarzen Meer und lebt in 3 bis 27 m Wassertiefe. Sie ist anscheinend in geringem Maße auch in andere Regionen verschleppt worden.